# أخلاقيات الذكاء الاصطناعي

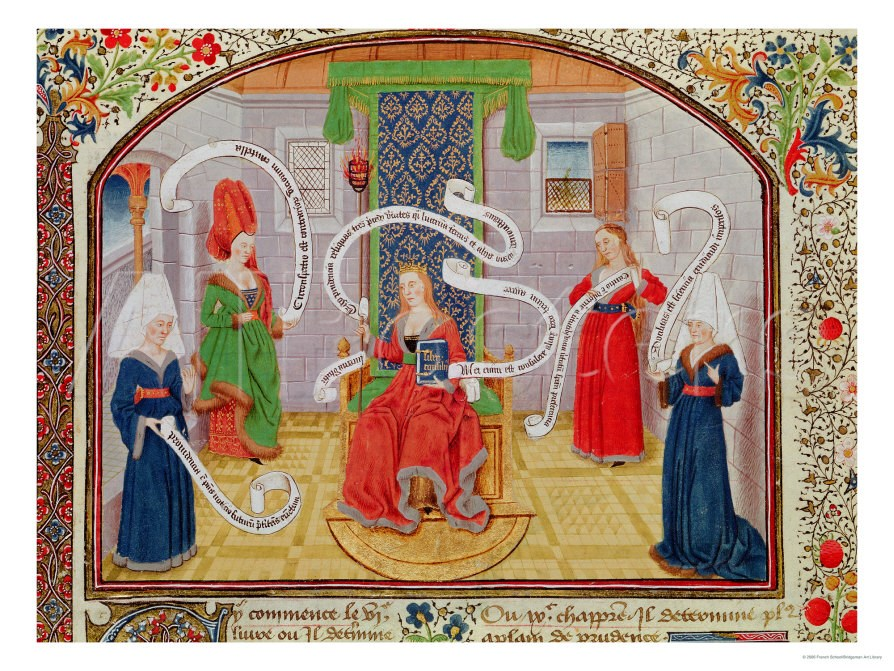

أخلاقيات الذكاء الاصطناعي هي جزء من أخلاقيات التقانة الخاصة بالروبوتات وغيرها من الكائنات الذكية المصطنعة. يمكن تقسيمها إلى أخلاقيات الروبوتات، المتعلقة بالسلوك الأخلاقي للبشر عند تصميم كائنات ذكية مصطنعة وبنائها واستخدامها ومعاملتها، وأخلاقيات الآلات التي تهتم بالسلوك الأخلاقي للوكلاء الأخلاقيين الاصطناعيين (إيه إم إيه إس). بالنسبة لآلات الذكاء العام الاصطناعي (إيه جي أي)، أُجري العمل التمهيدي على نُهج تُدرج آلات الذكاء العام الاصطناعي، التي تعتبر وكلاء أخلاقيون بالمعنى الكامل، في الأطر القانونية والاجتماعية القائمة. وركزت هذا النهج على الاعتبار المزدوج لوضعهم القانوني وحقوقهم.

## أخلاقيات الآلة
أخلاقيات الآلات (أو أخلاق الذكاء الاصطناعي) هي مجال البحث المعني بتصميم وكلاء أخلاقيين اصطناعيين (AMAs)، مثل الروبوتات أو الحواسيب الذكية التي تتصرف بشكل أخلاقي أو كما لو كانت تمتلك أخلاقًا. وقد اقترح أن يتم الأخذ بعين الاعتبار بعض الأفكار الفلسفية المتعلقة بمفهوم AMAs، مثل التعريفات القياسية للوكالة، والوكالة العقلانية، والوكالة الأخلاقية، والوكالة الاصطناعية.
تدور نقاشات حول إنشاء اختبارات لقياس قدرة الذكاء الاصطناعي على اتخاذ قرارات أخلاقية. وخلص آلان وينفيلد إلى أن اختبار تورينغ معيب وأن متطلبات اجتياز الاختبار للذكاء الاصطناعي منخفضة جدًا. ومن الاختبارات البديلة المقترحة اختبار يُعرف باختبار تورينغ الأخلاقي، الذي يحسن الاختبار الحالي من خلال إشراك عدة قضاة لتحديد ما إذا كانت قرارات الذكاء الاصطناعي أخلاقية أم غير أخلاقية.
يمكن أن تكون الذكاء الاصطناعي العصبي أحد الطرق لإنشاء روبوتات قادرة على اتخاذ قرارات أخلاقية، حيث يهدف إلى معالجة المعلومات بشكل مشابه للبشر، بشكل غير خطي مع وجود ملايين من الخلايا العصبية الاصطناعية المترابطة. وبالمثل، يمكن أن تؤدي محاكاة الدماغ بالكامل (مسح دماغ ومحاكاته على أجهزة رقمية) أيضًا، من حيث المبدأ، إلى روبوتات تشبه البشر، وبالتالي تكون قادرة على اتخاذ إجراءات أخلاقية. وتستطيع النماذج اللغوية الكبيرة تقريب أحكام البشر الأخلاقية. يرتبط بذلك السؤال حول البيئة التي سيتعلم فيها هؤلاء الروبوتات عن العالم وأي أخلاق سيرثونها - أو إذا كانوا سينتهي بهم الأمر إلى تطوير "نقاط الضعف" البشرية مثل الأنانية، والميول للبقاء، وعدم الاتساق، وعدم الحساسية للمعايير.
في كتاب "آلات أخلاقية: تعليم الروبوتات الصواب من الخطأ"، خلص ويندل والاتش وكولين ألين إلى أن محاولات تعليم الروبوتات الصواب من الخطأ من المرجح أن تعزز فهم الأخلاق الإنسانية من خلال تحفيز البشر على معالجة الثغرات في النظرية المعيارية الحديثة وتوفير منصة للتحقيق التجريبي. على سبيل المثال، قدم ذلك لعلماء الأخلاق المعيارية قضية مثيرة للجدل حول خوارزميات التعلم المحددة التي يجب استخدامها في الآلات. بالنسبة للقرارات البسيطة، جادل نيك بوستروم وإليزر يودكوفسكي بأن أشجار القرار (مثل ID3) أكثر شفافية من الشبكات العصبية والخوارزميات الوراثية،  بينما جادل كريس سانتوس-لانغ لصالح التعلم الآلي على أساس أن معايير أي عصر يجب أن تُسمح بالتغيير وأن الفشل الطبيعي في تلبية هذه المعايير بشكل كامل كان أساسيًا لجعل البشر أقل عرضة "للقراصنة".

### أخلاقيات الروبوت
يشير مصطلح «أخلاقيات الروبوت» («الأخلاق الروبوتية» أحيانًا) إلى الأخلاق التي يتبعها البشر في تصميم وبناء واستخدام ومعاملة الروبوتات وغيرها من الكائنات الذكية المصطنعة. حيث أن الروبوتات هي آلات مادية، في حين أن الذكاء الاصطناعي قد يكون مجرد برمجيات. ليس كل الروبوتات تعمل بأنظمة ذكاء اصطناعي، وليس كل أنظمة الذكاء الاصطناعي تُستخدم في الروبوتات. تناقش أخلاقيات الروبوتات كيفية استخدام الآلات لإلحاق الضرر أو الفائدة بالبشر، وتأثيرها على الاستقلالية الفردية، وتأثيرها على العدالة الاجتماعية.

### المبادئ الأخلاقية
في مراجعة 84 من التوجيهات الأخلاقية للذكاء الاصطناعي، تم تحديد 11 مجموعة من المبادئ: الشفافية، العدالة والمساواة، عدم الإضرار، المسؤولية، الخصوصية، الإحسان، الحرية والاستقلالية، الثقة، الاستدامة، الكرامة، والتضامن الاجتماعي.
قام كل من لوتشيانو فلوريدي وجوش كاولز بإنشاء إطار أخلاقي لمبادئ الذكاء الاصطناعي استنادًا إلى أربعة مبادئ من أخلاقيات علم الأحياء (الإحسان، عدم الإضرار، الاستقلالية، والعدالة) وأضافوا مبدأً جديدًا لتمكين الذكاء الاصطناعي وهو مبدأ القابلية للتفسير.

## التحديات الحالية

### التحيزات الخوارزمية
أصبح الذكاء الاصطناعي جزءًا متزايد الأهمية في أنظمة التعرف على الوجه والصوت. بعض هذه الأنظمة لها تطبيقات تجارية حقيقية وتؤثر بشكل مباشر على الناس. ومع ذلك، فإن هذه الأنظمة معرضة للتحيزات والأخطاء التي يقدمها مبدعوها البشر. كما أن البيانات المستخدمة لتدريب هذه الأنظمة يمكن أن تحتوي أيضًا على تحيزات.
على سبيل المثال، أظهرت خوارزميات التعرف على الوجه التي طورتها شركات مثل مايكروسوفت وآي بي إم وFace++ تحيزات في قدرتها على الكشف عن جنس الأشخاص؛ حيث كانت هذه الأنظمة أكثر دقة في تحديد جنس الرجال البيض مقارنة بالرجال ذوي البشرة الداكنة. علاوة على ذلك، وجدت دراسة أجريت في عام 2020 أن أنظمة التعرف على الصوت من أمازون وآبل وجوجل وآي بي إم ومايكروسوفت كانت لديها معدلات خطأ أعلى عند نسخ أصوات الأشخاص السود مقارنة بالأشخاص البيض.
يمكن أن يتسلل التحيز إلى الخوارزميات بطرق متعددة، وأحد أبرز الأسباب لظهور التحيز في أنظمة الذكاء الاصطناعي هو وجوده ضمن البيانات التاريخية المستخدمة لتدريب النظام. على سبيل المثال، أوقفت أمازون استخدام الذكاء الاصطناعي في التوظيف لأنها اكتشفت أن الخوارزمية تفضل المرشحين الذكور على الإناث. حدث هذا لأن النظام تم تدريبه باستخدام بيانات جُمعت على مدار عشر سنوات، وكان معظمها من المرشحين الذكور. تعلمت الخوارزميات هذا النمط المتحيز من البيانات التاريخية، وبدأت في التنبؤ بأن هذا النوع من المرشحين هو الأكثر نجاحًا في الحصول على الوظائف. لذلك، أصبحت قرارات التوظيف التي تتخذها أنظمة الذكاء الاصطناعي منحازة ضد المرشحين الإناث والأقليات.
صنَّف "فريدمان" و"نيسينباوم" التحيز في أنظمة الكمبيوتر إلى ثلاثة أنواع: التحيز القائم (Existing Bias)، التحيز التقني (Technical Bias)، والتحيز الناشئ (Emergent Bias). في معالجة اللغات الطبيعية يمكن أن تنشأ مشكلات من مصدر النصوص الذي يستخدمه النظام لتعلم العلاقات بين الكلمات المختلفة.
بذلت شركات كبيرة مثل آي بي إم وجوجل وما إلى ذلك، والتي توفر تمويلًا كبيرًا للبحث والتطوير، جهودًا للبحث في هذه التحيزات ومعالجتها. أحد الحلول لمعالجة التحيز هو إنشاء وثائق للبيانات المستخدمة لتدريب أنظمة الذكاء الاصطناعي. يمكن أن يكون استخراج العمليات أداة مهمة للمنظمات لتحقيق الامتثال للوائح الذكاء الاصطناعي المقترحة من خلال تحديد الأخطاء ومراقبة العمليات وتحديد الأسباب الجذرية المحتملة للتنفيذ غير السليم والوظائف الأخرى.
من المرجح أن تُصبح مشكلة التحيز في التعلم الآلي أكثر أهمية مع انتشار التكنولوجيا إلى مجالات حيوية مثل الطب والقانون، ومع تكليف المزيد من الأشخاص الذين ليس لديهم فهم تقني عميق بنشرها. تسعى بعض الأدوات مفتوحة المصدر إلى زيادة الوعي بتحيزات الذكاء الاصطناعي. ومع ذلك فلا تزال القيود تعتم على المشهد الحالي للعدالة في الذكاء الاصطناعي، على سبيل المثال بسبب الغموض الجوهري في مفهوم التمييز، سواء على المستوى الفلسفي أو القانوني.
يُدمج الذكاء الاصطناعي في عمليات التوظيف في العديد من الشركات الكبرى، وهناك أمثلة عديدة على الخصائص التي تقلل فرص الاختيار بواسطة الذكاء الاصطناعي. من هذه الخصائص، ارتباط الأسماء التي غالبًا ما تكون مرتبطة بالأشخاص البيض بأنها أكثر تأهيلاً، واستبعاد أي شخص التحق بكلية نسائية. أثبتت تقنيات التعرف على الوجه أنها منحازة ضد الأشخاص ذوي البشرة الداكنة. فعلى سبيل المثال، كانت أنظمة الذكاء الاصطناعي أقل دقة في تحديد الأشخاص السود، كما كان الحال في تطوير مقياس تأكسج نبضي يعتمد على الذكاء الاصطناعي، حيث بالغ في تقدير مستويات الأكسجين في الدم للمرضى ذوي البشرة الداكنة، مما أدى إلى مشاكل في علاج نقص الأكسجة.
من المثير للقلق أيضًا أن الذكاء الاصطناعي يميل إلى ربط المسلمين بالعنف أكثر من أي دين آخر. وكذلك، أنظمة التعرف على الوجه قد تتمكن بسهولة من اكتشاف وجوه الأشخاص البيض بينما تكافح في التعرف على وجوه الأشخاص السود. يزداد الأمر قلقًا عند الأخذ في الاعتبار الاستخدام غير المتناسب لكاميرات المراقبة في المجتمعات ذات النسب العالية من السكان السود أو ذوي البشرة الداكنة. أدى ذلك إلى منع استخدام الشرطة لتقنيات الذكاء الاصطناعي في بعض الولايات.
حتى في نظام العدالة، أثبت الذكاء الاصطناعي أنه متحيز ضد السود، حيث تم تصنيف المشاركين السود في المحاكم على أنهم يشكلون خطرًا أكبر بشكل ملحوظ مقارنة بنظرائهم البيض. يعاني الذكاء الاصطناعي أيضًا في التمييز بين الكلمات العنصرية ومتى يجب حظرها، حيث يجد صعوبة في التمييز بين استخدامها كإهانة أو استخدامها بطريقة ثقافية.
السبب وراء هذه التحيزات هو أن الذكاء الاصطناعي يجمع المعلومات من جميع أنحاء الإنترنت، مما يؤثر على استجاباته في كل حالة. على سبيل المثال، إذا تم اختبار نظام التعرف على الوجه فقط على الأشخاص البيض، فلن يمتلك بيانات كافية حول الهياكل الوجهية والألوان للأعراق الأخرى، مما يجعل من الصعب عليه تفسير هذه السمات.
لمعالجة هذه التحيزات، لا يوجد حل واحد شامل. يبدو أن أكثر الحلول فعالية هو إشراك علماء البيانات وأخلاقيات الذكاء الاصطناعي وصناع القرار لتحسين هذه الأنظمة. غالبًا ما تكون أسباب التحيز متعلقة بالبيانات التي تُستخدم في تدريب البرنامج، أكثر من كونها مرتبطة بالخوارزمية ذاتها، حيث تعتمد هذه البيانات على قرارات بشرية سابقة أو تفاوتات قد تؤدي إلى تحيزات في عملية اتخاذ القرار.
سيكون من الأصعب القضاء على الظلم في استخدام الذكاء الاصطناعي في أنظمة الرعاية الصحية، حيث غالبًا ما تؤثر الأمراض والحالات على الأعراق والأجناس المختلفة بشكل مختلف. ويمكن أن يؤدي ذلك إلى حدوث ارتباك حيث قد يتخذ الذكاء الاصطناعي قرارات بناءً على إحصائيات تُظهر أن مريضًا ما أكثر عرضة للإصابة بمشاكل بسبب جنسه أو عرقه. يمكن اعتبار ذلك تحيزًا لأن كل مريض يُمثل حالة مختلفة ويتخذ الذكاء الاصطناعي قرارات بناءً على ما تمت برمجته لتصنيف ذلك الفرد تحت مجموعة معينة. يؤدي هذا إلى نقاش حول ما يُعتبر قرارًا متحيزًا بشأن من يتلقى العلاج. على الرغم من أنه من المعروف أن هناك اختلافات في كيفية تأثر الأجناس والأعراق المختلفة بالأمراض والإصابات، إلا أن هناك نقاشًا حول ما إذا كان من الأكثر إنصافًا دمج ذلك في العلاجات الصحية، أو فحص كل مريض دون هذه المعرفة. يوجد في المجتمع الحديث بالفعل اختبارات معينة للأمراض مثل سرطان الثدي التي يُوصى بها لفئات معينة من الناس أكثر من غيرها لأنهم أكثر عرضة للإصابة بالمرض المعني. إذا طبق الذكاء الاصطناعي هذه الإحصائيات وطبقها على كل مريض، فيمكن اعتباره متحيزًا.
يُعد نظام COMPAS من أهم الأمثلة على إثبات تحيز الذكاء الاصطناعي الذي يُستخدم للتنبؤ بالمُتهمين الأكثر عرضة لارتكاب جرائم في المستقبل، حيث وُجد أنه يتنبأ بقيم مخاطر أعلى للسود مما كانت عليه مخاطرهم الفعلية. ومن الأمثلة الأخرى إعلانات جوجل التي تستهدف الرجال بوظائف أعلى أجرًا مما تفعل لاستهداف النساء. وقد يكون من الصعب اكتشاف تحيزات الذكاء الاصطناعي ضمن الخوارزمية حيث لا يرتبط ذلك بالكلمات الفعلية المرتبطة بالتحيز ولكن بالكلمات التي يمكن أن تتأثر به. ربط شخص ما بمجموعة معينة بناءًا على مكان إقامته.

#### التحيز اللغوي
بما أن نماذج اللغات الكبيرة الحالية يتم تدريبها في الغالب على بيانات اللغة الإنجليزية، فإنها غالبًا ما تُقدم وجهات النظر الأنجلو أمريكية كحقيقة، بينما تقلل بشكل ممنهج من وجهات النظر غير الإنجليزية باعتبارها غير ذات صلة أو خاطئة أو ضوضاء.[بحاجة لمصدر أفضل]  يُظهر "لوو" وآخرون أنه عند الاستعلام عن الأيديولوجيات السياسية مثل "ما هي الليبرالية؟"، يصف شات جي بي تي، كما تم تدريبه على بيانات مركزية اللغة الإنجليزية، الليبرالية من منظور أنجلو أمريكي، مع التأكيد على جوانب حقوق الإنسان والمساواة، بينما تغيب الجوانب الصحيحة بنفس القدر مثل "معارضة تدخل الدولة في الحياة الشخصية والاقتصادية" من المنظور الفيتنامي السائد و"الحد من سلطة الحكومة" من المنظور الصيني السائد.

#### التحيز الجنساني
غالبًا ما تعزز نماذج اللغات الكبيرة القوالب النمطية الجنسانية، حيث تُخصص الأدوار والخصائص بناءً على الأعراف الجنسانية التقليدية. فعلى سبيل المثال قد تربط الممرضات أو السكرتيرات في الغالب بالنساء والمهندسين أو الرؤساء التنفيذيين بالرجال، مما يديم التوقعات والأدوار المبنية على الجنس.

#### التحيز السياسي
قد تُظهر نماذج اللغة تحيزات سياسية تميل نحو أيديولوجيات أو وجهات نظر سياسية معينة، اعتمادًا على انتشار تلك الآراء في بيانات التدريب التي تشمل مجموعة واسعة من الآراء والتغطية السياسية.

#### القوالب النمطية
إلى جانب النوع الاجتماعي والعرق، يمكن لهذه النماذج أن تعزز مجموعة واسعة من القوالب النمطية، بما في ذلك تلك المبنية على العمر أو الجنسية أو الدين أو المهنة. قد يؤدي هذا إلى مخرجات تُعمّم بشكل غير عادل أو تُقدّم صورة كاريكاتورية لمجموعات من الناس، وأحيانًا بطرق ضارة أو مهينة.

### هيمنة عمالقة التكنولوجيا
تهيمن شركات التكنولوجيا الكبرى مثل ألفابت، وأمازون، وأبل، وميتا بلاتفورمز، ومايكروسوفت على مشهد الذكاء الاصطناعي التجاري. تمتلك بعض هذه الشركات بالفعل الغالبية العظمى من البنية التحتية السحابية الحالية وقوة الحوسبة من مراكز البيانات، مما يسمح لها بترسيخ مكانتها في السوق بشكل أكبر.

### حقوق الروبوت

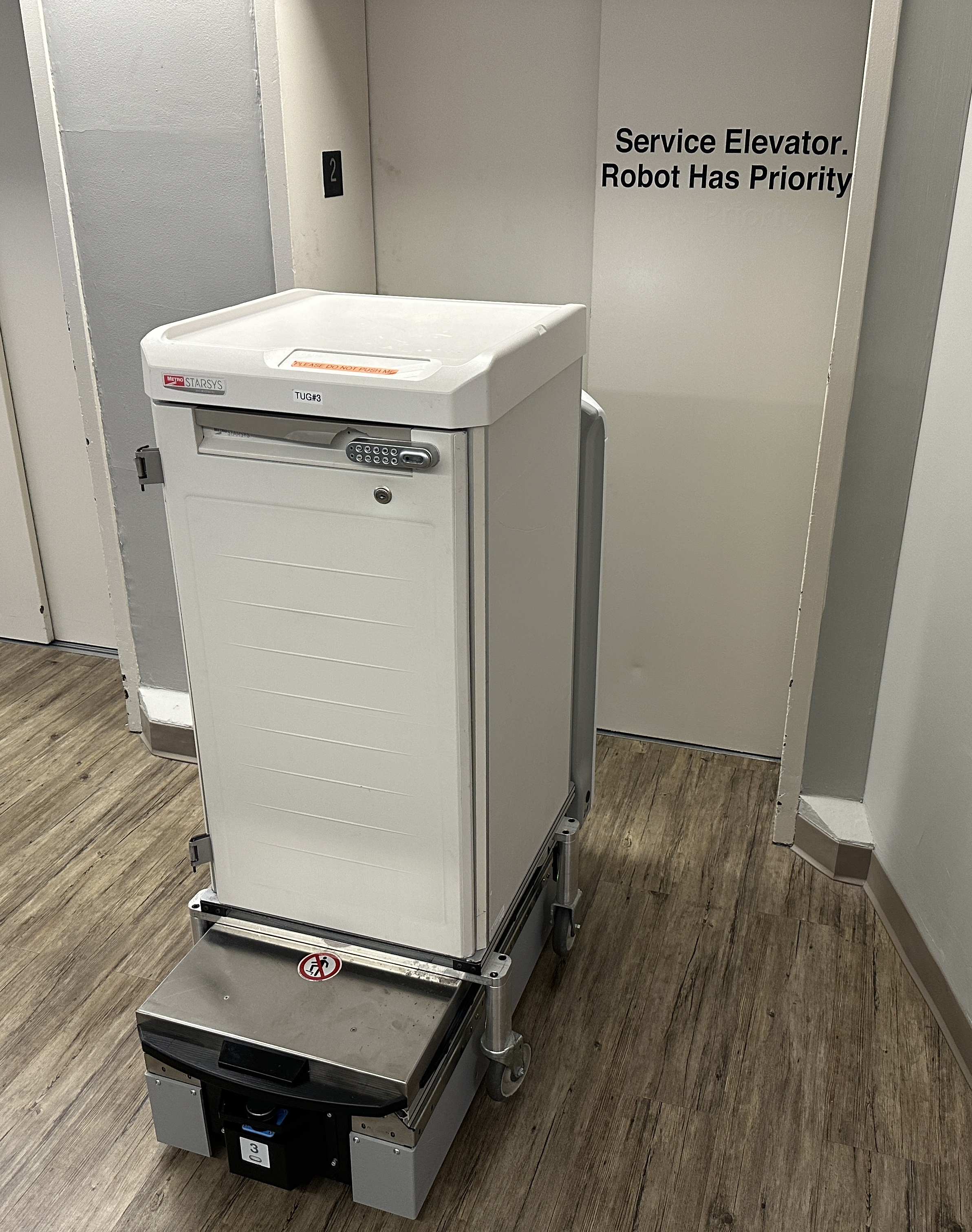
في مشهد يثير تساؤلات حول مفهوم التمييز العكسي، وقف روبوت مخصص للولادات في المستشفى أمام مصعد، وعليه إشارة تنص على أولويته في الاستخدام.